# Michel Adama-Tamboux
Michel Adama-Tamboux (Zemio, 3 de diciembre de 1928-Bangui, 18 de marzo de 2018) fue un político y diplomático centroafricano, quien se desempeñó como Presidente de la Asamblea Nacional de la República Centroafricana entre 1960 y 1966.
Encarcelado por Jean-Bédel Bokassa entre 1966 y 1970, también se desempeñó como Embajador ante las Naciones Unidas y en Egipto bajo el mismo régimen, en la década de 1970. Fue miembro del partido político MESAN.

## Biografía
Nació en Zemio, en la entonces colonia de Ubangui-Chari, habiendo estudiado en la Escuela Normal de Mouyondzi (Congo Medio), donde se formó como docente.
Antes de la independencia, Adama-Tamboux fue elegido dos veces, en 1957 y 1959, como diputado a la Asamblea Territorial de Ubangui-Chari, por el Movimiento por la Evolución Social del África Negra.
Lograda la independencia, el 9 de mayo de 1960 se convirtió en el primer presidente de la Asamblea Legislativa de la República Centroafricana. Sirvió en aquel cargo hasta el 31 de diciembre de 1965, cuando el gobierno de David Dacko fue derrocado por el Golpe de Estado de San Silvestre.
Fue detenido por el régimen del nuevo presidente Jean-Bédel Bokassa el 4 de febrero de 1966, estando en prisión hasta el 1 de enero de 1970. Inmediatamente después de su liberación, fue nombrado por Bokassa como Embajador en Egipto y luego ante las Naciones Unidas.
El 22 de mayo de 1998 fue designado por el presidente Ange-Félix Patassé como presidente de la Comisión Electoral Independiente.
Falleció en Bangui en marzo de 2018.